# 北海道グリーンランド
北海道グリーンランド（ほっかいどうグリーンランド、英: Hokkaido Greenland）は北海道岩見沢市にある遊園地。いわみざわ公園内にある。

## 概要
グリーンランドリゾート（熊本県荒尾市）の連結子会社である空知リゾートシティが運営する施設。北海道最大級となる大観覧車の高さは85mあり、一時は世界一の大きさであった。44機種の遊具を備えており、キャラクターショーなどの各種イベントを随時開催している。
三井鉱山が地域活性化を目的に、熊本県で遊園地を開発したことに引き続いて美唄市南美唄町の三井美唄炭鉱の跡地活用として遊園地建設の検討を行い現地調査も行った。一方で、いわみざわ公園整備事業の一環としてレジャー施設の誘致を検討していた岩見沢市が遊園地開設の誘致に乗り出し、いわみざわ公園の計画を聞き汲む形で協議の上岩見沢市に建設となった。1986年に開催された北海道21世紀博覧会の会場の一つとして使われ、熊本の三井グリーンランド本園と連携して80年代当時本園が海外から招聘したショーイベントの夏場の開催先としての活用も見据えた計画とした。
敷地の一角には日本列島の形をした小島が中央部に配された「開拓の池」（周囲354メートル、面積117平方メートル）や、ボート用の「遊トピア湖」といった池も設けられた。
このほか一般来園者と共用する形で、野外音楽フェスティバル（JOIN ALIVE）や花火大会（いわみざわ彩花まつり花火大会、いわみざわ公園花火大会）の会場としても使用される。
CMで使われているサウンドロゴは三井グリーンランド時代のものを「三井」の部分をカットする形で流用していたが、2023年夏季以降は同年に制作されたフルーティーによるイメージソング「Let's go グリーンランド!」のサビをCMのBGMに用い最後の「北海道グリーンランド」のフレーズをサウンドロゴとして用いている。

## 沿革
- 1983年（昭和58年）春頃：三井鉱山（現・日本コークス工業）系の三井グリーンランドが岩見沢市で遊園地建設に向けた現地調査を実施[4]。
- 1983年（昭和58年）12月6日：岩見沢市と三井グリーンランドが遊園地建設の覚書に調印[9]。
- 1984年（昭和59年）5月2日：工事着工[9][10]。
- 1986年（昭和61年）2月：三井グリーンランドが万景閣スキー場の買収構想を発表[11]。
- 1986年（昭和61年）3月17日：万景閣スキー場の譲渡契約を締結[12]。
- 1986年（昭和61年）3月27日：三井グリーンランドがホテル万景閣（1971年11月開業[13]）を買収、遊園地・ホテル・スキー場の三本柱による通年営業を計画する[14]。ホテル・スキー場合わせて約6億円で買収を行った[5]。
- 1986年（昭和61年）6月7日：遊園地施設竣工[15]。
- 1986年（昭和61年）6月21日：旧ホテル万景閣を、岩見沢観光ホテルにリニューアル[16]。
  - 17室収容人数112人、約2億円をかけ本館の内外装は白を基調に茶色と緑色を多用した配色とし合わせて夏季の山麓からの送迎や冬季スキー営業時に用いるペアリフトの更新も実施[17]。
- 1986年（昭和61年）6月22日：北海道21世紀博覧会が開催[18]、同博覧会の遊園地施設として開業[2]。
- 1986年（昭和61年）12月14日：旧万景閣スキー場を、三井グリーンランドスキー場にリニューアル[19][20]
- 1987年（昭和62年）4月25日：三井グリーンランドの開園式実施[21]。
- 1987年（昭和62年）4月26日：三井グリーンランドとして、遊園地の本営業を再開[21]。
- 1988年（昭和63年）：運営会社が、三井鉱山系の北海道グリーンランドに異動。
- 1989年（平成元年）：年間来園者数のピークとなる35万人を数える[22]。
- 1995年（平成7年）8月：三井グリーンランドが運営会社の親会社に異動。
- 1995年（平成7年）10月：北海道グリーンランドが三鉱開発を吸収合併のうえ、グリーンランド開発に改称。
- 1998年（平成10年）7月28日：運営会社のグリーンランド開発が空知リゾートシティを設立。三谷物産（岩見沢市）より、ホテルサンプラザを買収[23]。
- 1998年（平成10年）8月3日：ホテルサンプラザ買収と、岩見沢観光ホテル閉館によるホテル事業の一本化を発表[24]。
- 1998年（平成10年）10月4日：岩見沢観光ホテルの営業を終了[25]。
- 1998年（平成10年）10月6日：三井グリーンランドホテルサンプラザ開業[26]。
- 2002年（平成14年）：空知リゾートシティがグリーンランド開発から、三井グリーンランドとホワイトパークの営業権を譲受け[27]。
- 2007年（平成19年）7月28日：遊園地名を三井グリーンランドから、北海道グリーンランドにリブランド[28]。

### 過去のイベント開催・映像撮影への起用など
- 1987年（昭和62年）：北海道新聞社『'87ワールドビッグカーニバル』（開業記念イベント）[29]
- 1996年（平成08年）：『美少女戦士セーラームーンSuperSスペシャルミュージカルショー』
- 2000年（平成12年）
  - 大泉洋・安田顕トークショー
  - 映画『man-hole』（監督：鈴井貴之）ロケ地
  - 7月29日 - 8月16日：HTB「水曜どうでしょう写真展」「今世紀最後の大・大泉洋展」[30]
- 2002年（平成14年）：『鈴井貴之・大泉洋スペシャルトークショー』
- 2012年（平成24年）：サントリー「珈琲炭酸エスプレッソーダ」CM撮影（コーヒーカップ篇・射的篇・ロックンロール篇）[31]
- 2016年（平成28年）
  - 集英社『週刊プレイボーイ』2016年2月22日号 表紙・巻頭グラビアおよび『週プレnet Extra』No.396「ATHLETE BODY」撮影（モデル：稲村亜美）[32]
  - 9月22・24・25日：リアル脱出ゲーム全国遊園地ツアー『夜の魔王城からの脱出』北海道公演[33]
    - 2017年10月7・8・9日「竜の夜からの脱出」[34]
    - 2018年10月6・7・8日「夜の巨大監獄からの脱出」[35]
    - 2023年6月24・25日「夜の仮面サーカスからの脱出」
    - 2024年6月29・30日「夜の海賊遊園地からの脱出」
    - 2025年6月28・29日「夜のスパイミッションからの脱出」
- 2018年（平成30年）
  - 7月27・28日：STV創立60周年記念事業「どさんこみらいフェス」（両日）および「SUNNY TRAIN REVUE 2018 テレビがフェスつくっちゃいました！」（28日のみ）[36]
- 2021年（令和3年）：田村保乃 写真集「一歩目」
- 2023年（令和5年）
  - フルーティー「Lets Go!グリーンランド」ミュージックビデオ

## 施設
- 総面積：33万平方メートル[37]
- 設計：三井鉱山関連会社共同企業体[37]
- 施工[37]
  - 施設全般：三井鉱山関連会社共同企業体
  - 遊戯施設：泉陽興業、サノヤス・ヒシノ明昌
  - 造園：三鉱造園土木
  - 舗装：三井道路、道路工業
- 営業時間
  - 平日：9:00 - 16:00
  - 休日：9:00 - 17:00
  - 夏季ナイター営業日：9:00 - 20:00
  - 花火大会・JOIN ALIVE開催日：9:00 - 21:00

サービス施設
- 正面ゲート：発券窓口、土産品売店、ペット預かり、救護センター、サービスセンター、ベビールーム、ベビーカー貸出
- 売店・回数券売場：3ヶ所
- レストラン
  - ハッピー（旧「ライオン」）
  - レストハウス太陽
- ファストフード
  - スイートランド
  - カステランド
- イベント会場
  - イベント広場（屋外ステージ）
  - ランドホール（奥行き40m・幅60m[38]）

### アトラクション
- クリスタルハウス（ミラーハウス） - クマキ製[37]
- フラッシュダンス（ミュージックエクスプレス）
- メリーゴーラウンド - サノヤス・ヒシノ明昌製[37]
- スカイジェット（モノレール）（1995年導入） - 岡本製作所製、定員4名×ゴンドラ10台、最高時速8km、路線長300m[39]。
- 輪投げコーナー
- サファリペット - 泉陽興業製[37]
- スカイシップ（懸垂式モノレール 1998年導入）[40] - 帆船型ゴンドラ定員4名×10台、路線長250m、最高部地上7m[41]。
- 開拓列車（ミニSL） - サノヤス・ヒシノ明昌製[37]
- モンスター（オクトパス） - サノヤス・ヒシノ明昌製[37]
- ラウンドパイレーツ（回転ブランコ）
- ティーカップ
- 急流すべり - クマキ製[37]
- バッテリーカー
- トロッココースター（小型ジェットコースター）
- フロッグホッパー
- フラワーヘリ
- ニューアストロファイター（レッドバロン）
- バズーカ砲
- 池回りゴーカート（1人乗り車・2人乗り車1コース共有） - サノヤス・ヒシノ明昌製[37]
- スワンボート
- 龍王（大型ジェットコースター、旧「3回転コースター」） - 泉陽興業製、全長580m[42]、最大高度27m、最高時速75km[43]、4人乗り6両編成。
- ワニワニコースター（小型ジェットコースター）
- ツインドラゴン（バイキング） - サノヤス・ヒシノ明昌製[37]
- ミステリーマンション（洋風お化け屋敷） - サノヤス・ヒシノ明昌製[37]
- ゲームコーナー
  - プレイランド
  - ゲームコーナー
  - ダウンタウン
  - ゲームプラザ
- 大幽霊屋敷（和風お化け屋敷） - 泉陽興業製[37]
- 海中さんぽ（ミラーハウス） - クマキ製[37]
- コースター周りゴーカート（1人乗り車・2人乗り車各1コース）
- 大観覧車 - 泉陽興業製[37] 高さ85m・直径82.5m・定員8人×ゴンドラ48基[44]
- 轟音 GO-ON（大型ジェットコースター 旧「キャメルコースター」→「ビッグバーンコースター」） - サノヤス・ヒシノ明昌製[37]
  - 最高時速75km、6両編成、全長1500m[45]、最大高度33m[43]。
- 電動遊具コーナー「キッズコーナー」
- 巨大立体迷路「KARAKURI城」 - 2015年7月更新導入[46]
- おとぎ列車
- カイトフライヤー
- カード迷路「ぐるり森大冒険」 - 泉陽興業製[47]
- ファイヤーファイター（2022年導入）
- わくわくトレイン（2022年導入）- としまえん「スカイトレイン」を移設。

### 過去の施設
アトラクション
- フライングカーペット「マンハッタンドリーム」→「メルヘンステージ」
- サーキットカート
- コンボイレース
- ロトシェイク（1995年導入） - ザンペルラ製、定員42名、最大高度26.3m[48]
- マジックハウス（びっくりハウス）
- 園内バス「ケーブルカーバス」→「周遊車」 - クマキ製[37]
- レンジャー「ギャラクシー」
- スピントップ - サノヤス・ヒシノ明昌製[37]
- アーチェリー - 昭和木材工業製[37]
- スーパースイング - 泉陽興業製[37]
- スカイバード
- ディスコクパチオーレ（1995年導入） - 泉陽興業製、定員24名、外柵直径11.4m[48]
- バンパーボート
- クレイジートレイン（1995年導入） - ラーソン製、定員16名、全高9.5m、時速7.2km[39]。
- ブレイクダンス（1995年導入） - フス製、定員2名×ゴンドラ16台[39]。まつり博・三重'94からの移設[39]。
- スペースジャイロ
- ファファパーク - タスコ製[37]
- マッドマウス - 全長240m、最大高度5m、時速30km[43]
- ポルターガイストの館（1998年導入）[40] - トーゴ製、定員14名、ヘッドホンによる立体音響とビックリハウスを組み合わせた遊具[41]。
- アニメのれるランド（ミニ鉄道）
- サイクルモノレール - 泉陽興業製[37]
- パットゴルフ - 三鉱造園土木製[37]
- コスモタワー（飛行塔）

サービス施設
- 写真サービスセンター
- ファストフード店「コーヒーポット」

### ホワイトパーク
営業概要
- 営業期間：12月初旬から3月中旬
  - 夏期は美唄市のパラグライダー教室が飛行コースの一つとして利用している[49]。
- 営業時間：9:00 - 21:00

施設
- ロッジ
  - センターロッジ：発券所、食堂、売店、パトロール、トイレ、公衆電話、事務所
  - セカンドロッジ：食堂、公衆電話、トイレ
  - サードロッジ
  - レストハウス「太陽」：食堂、トイレ
- 駐車場2,000台（無料）

コース
- ウッドヒルコース
- メインコース（初・中級向、初級向）
- 上級向けアトミックコース
- 林間コース「バンビコース」

リフト
- 第1ペアリフト(長さ712m・輸送力毎時1200名) - 安全索道製
- 第2ペアリフト(長さ465m・輸送力毎時1200名)

## 関係施設

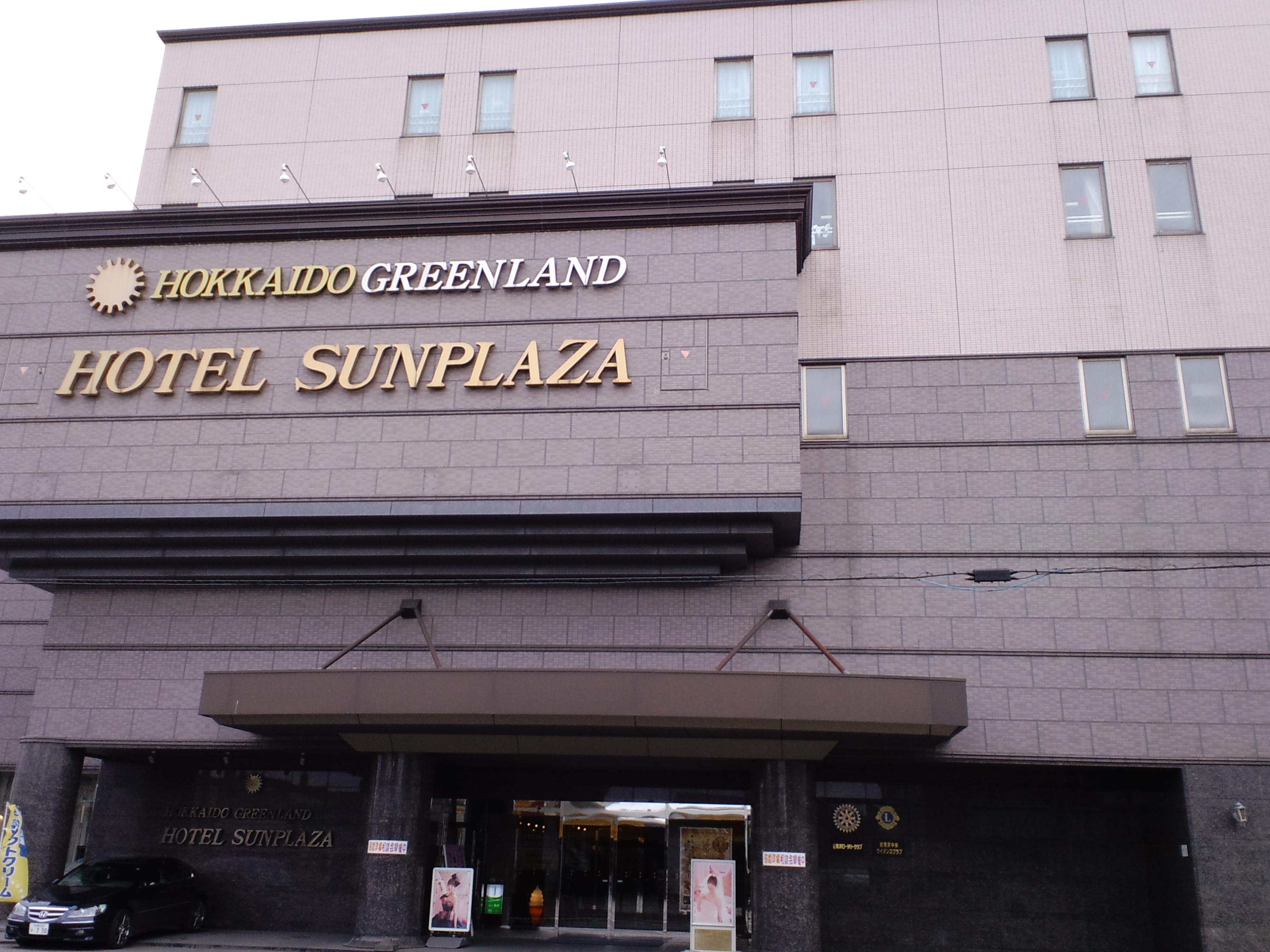
北海道グリーンランドホテルサンプラザ（2013年）

いずれも岩見沢市内。
- 宿泊施設 - 入園券付き宿泊プランを設定。
  - 岩見沢観光ホテル[4] - 1986年ホテル万景閣を買収、1998年閉館[50]、1999年9月には火災が発生し2階100平米を半焼[51]、2003年岩見沢市に譲渡、2006年解体[50]。
  - ホテルサンプラザ[4] - 1998年10月経営譲受。
  - 北村温泉ホテル[4] - 2010年8月指定管理受託。
- 公園施設
  - いわみざわ公園レストハウス「はまなすの丘」 - 2004年4月経営譲受。
  - いわみざわ公園 - 2007年4月指定管理受託。
  - 北村中央公園 - 2014年4月指定管理受託。
  - 桜づつみ公園 - 2014年4月指定管理受託。

## 駐車場・アクセス
- 駐車場5,000台（料金1日800円）

車
- 札幌市から道央自動車道（道央道）利用して岩見沢ICまで約30分
- 小樽市から札樽自動車道（札樽道）・道央道利用して岩見沢ICまで約50分
- 旭川市から道央道利用して岩見沢ICまで約1時間

バス
- 北海道中央バス（岩見沢営業所）「グリーンランド」バス停下車（スキー場利用時は「スキー場入口」「グリーンランドスキー場」バス停下車）

## 事故・トラブル
- 1989年7月26日、園内の道路で女児1名が周遊バスに轢かれ、腰の骨を折る全治2ヶ月の重傷を負った[52]。
- 1991年5月3日、「ゴーカート」にて女子学生1名が後続の2人乗りカートに跳ねられ両足骨折の全治4ヶ月の重傷を負った。被害者は始点から約300m地点でカーブを曲がりきれず障害物に乗り上げた後降車し、その後間もなく後続車に跳ねられた[53]。
- 1993年8月2日、「大観覧車」にて乗客の女児1名がゴンドラから飛ばされた帽子を取ろうと窓から身を乗り出し高さ約20mから転落[54]、直下のローラーコースター「マッドマウス」のレールに激突し右腕と右足首を切断する重傷を負った[55]。運行当時搭乗制限について3歳以下は保護者同伴・4歳以上は一人での搭乗が可能で被害児童は4歳だったため一人での搭乗が認められ[56]、事故後には5歳まで保護者同伴・小学生の単独搭乗を禁止といった搭乗制限の厳格化や身を乗り出さぬよう窓に網を張るといった再発防止策を定め[57]、8月11日から運転を再開した[58]。
- 1999年8月10日14時頃、「マンハッタンドリーム」が高さ10m付近で急停止、3名の児童が乗っていたものの岩見沢消防署のはしご消防車により救出された[59]。
- 2007年10月27日、「ロトシェイク」にて座席が最高地点付近に到達した際に乗客2名が上を向いた状態で緊急停止、10分間かけてアームを下ろし停止から30分後に救出。コンピューターの誤作動とみられ運転を中止した[60]。
- 2008年8月12日、「マンハッタンドリーム」にて異音がしたため緊急停止し乗客をはしごで下ろす際に遊具が再度動き男子学生1名が宙づりとなり約4mの高さから転落し腰の骨を折る重傷を負った。その後、緊急時の操作マニュアルが存在せず教育が徹底されていないとして刑事責任があると判断され、2009年3月に業務上過失致傷容疑で遊具を管理運営していたササキエンタープライズの社長・営業所長・遊具係2名を札幌地検岩見沢支部に書類送検[61]、その後札幌地方検察庁岩見沢支部は「事故の予見は困難で避難方法も相当性に欠けるとは言えない」との理由から不起訴処分とした[62]。

## 参考資料
- “北海道グリーンランド”. 北海道ファンマガジン.   PNG Office (2009年4月14日). 2020年7月19日閲覧。